# 奧蘭鎮區 (費耶特縣)
奥兰鎮區（Oran Township），美国艾奥瓦州费耶特县的一个鎮區，总面积94.94平方公里，总人口760（2010年美国人口普查）。